# Higroszkóposság
A higroszkóposság bizonyos szilárd és folyékony anyagoknak azon tulajdonsága, hogy szabad helyen tárolva képesek a levegő nedvességtartalmát összegyűjteni és megkötni. Eközben az anyag (folyadék esetén) felhígul, illetve (szilárd anyag esetén) elfolyósodik vagy összecsomósodik. Az elnevezés a görög hygrosz (υγρός = ’nedves’) és szkoposz (σκοπός = ’megfigyelő’) szavakból származik.
Erősen higroszkópos anyagok egyes szervetlen sók, pl. kalcium-klorid, magnézium-klorid, cink-klorid (Értelmezés sikertelen (SVG (a MathML egy böngészőkiegészítővel engedélyezhető): Érvénytelen válasz („Math extension cannot connect to Restbase.”) a(z) http://localhost:6011/hu.wikipedia.org/v1/ szervertől:): {\displaystyle \ce{CaCl2, MgCl2, ZnCl2}}
) vagy a foszfor-pentoxid ({\displaystyle {\ce {P4O10}}}) és a foszforsav ({\displaystyle {\ce {H3PO4}}}), de hasonló tulajdonságokat mutatnak olyan hétköznapi anyagok is, mint a cukor, a karamell, a méz, a konyhasó ({\displaystyle {\ce {NaCl}}}), az etanol ({\displaystyle {\ce {CH3CH2OH}}}), a metanol ({\displaystyle {\ce {CH3OH}}}), illetve a glicerin ({\displaystyle {\ce {C3H5(OH)3}}}). A kénsav ({\displaystyle {\ce {H2SO4}}}) már híg állapotában is higroszkópos, tömény formában pedig kifejezetten az.
Néhány erősen higroszkópos anyag vízmegkötő hatását kihasználva szárítószerként alkalmazható (elsősorban az elfolyósodó sók, továbbá a tömény kénsav és foszforsav) – például exszikkátorokban, szárítótornyokban.
A higroszkópos anyagokat először a légnedvesség jelzésére használták (lásd: higrométer(en)).

## A talaj higroszkópossága
A higroszkóposságot a talaj esetében is tudjuk értelmezni, mivel a száraz talaj is képes a levegőből nedvességet megkötni. A felvett víz mennyisége a levegő páratartalmán kívül a talaj tulajdonságaitól, elsősorban szemcseösszetételétől is függ. A higroszkóposság mértékéből következtetni lehet a talaj fizikai jellemzőire, talajnemére. Ennek mérésekor a légszáraz talajt meghatározott páratartalmú térbe helyezik és néhány nap múlva lemérik nedvességtartalmát.
Kétféle módszer terjedt el. A Mitscherlich-féle higroszkóposságot (Hy) 10%-os kénsav felett, a Sík-féle higroszkóposságot (hy) kristályos kalcium-klorid felett mérik. A két érték átszámítására a Klimes–Szmik-összefüggést használják, eszerint: {\displaystyle \mathrm {Hy=2,1hy\pm 0,3} }.
A mérési eredményből a vizsgált talaj fizikai milyensége a következő határértékek alapján következik: 
| Higroszkóposság mértéke: | 0,5–1,0 hy | 1,0–2,0 hy     | 2,0–3,5 hy | 3,5–5,0 hy     | 5,0–6,5 hy | 6,5–8,0 hy  |
| Talajnem:                | homoktalaj | homokos vályog | vályog     | agyagos vályog | agyag      | nehéz agyag |